# Red Bull X-Alps
Red Bull X-Alps — соревновательная гонка в европейских Альпах, проводимая раз в два года, сочетающая парапланеризм и пешеходный туризм.

## Организация и проведение
Участники отбираются соревновательным комитетом на основании рассмотрения заявок. Потенциальные участники регистрируют заявки на официальном сайте соревнования.
Гонка начинается в Зальцбурге (Австрия) и заканчивается в Монако. На пути к финишу спортсмены должны пройти через восемь поворотных точек на австрийских, итальянских, швейцарских и французских Альпах. Спортсмены преодолевают 800—865 км на парапланах по воздуху, либо передвигаясь пешком. Обычно победитель финиширует через 10—16 дней. Ночевки для спортсменов являются обязательными.
С помощью GPS-технологий за ходом гонки можно следить на официальном сайте и в программе Google Планета Земля в реальном времени. Позиция всех спортсменов и их деятельность постоянно транслируется в течение всего мероприятия. Очередное мероприятие планируется провести в 2019 году.

## Правила

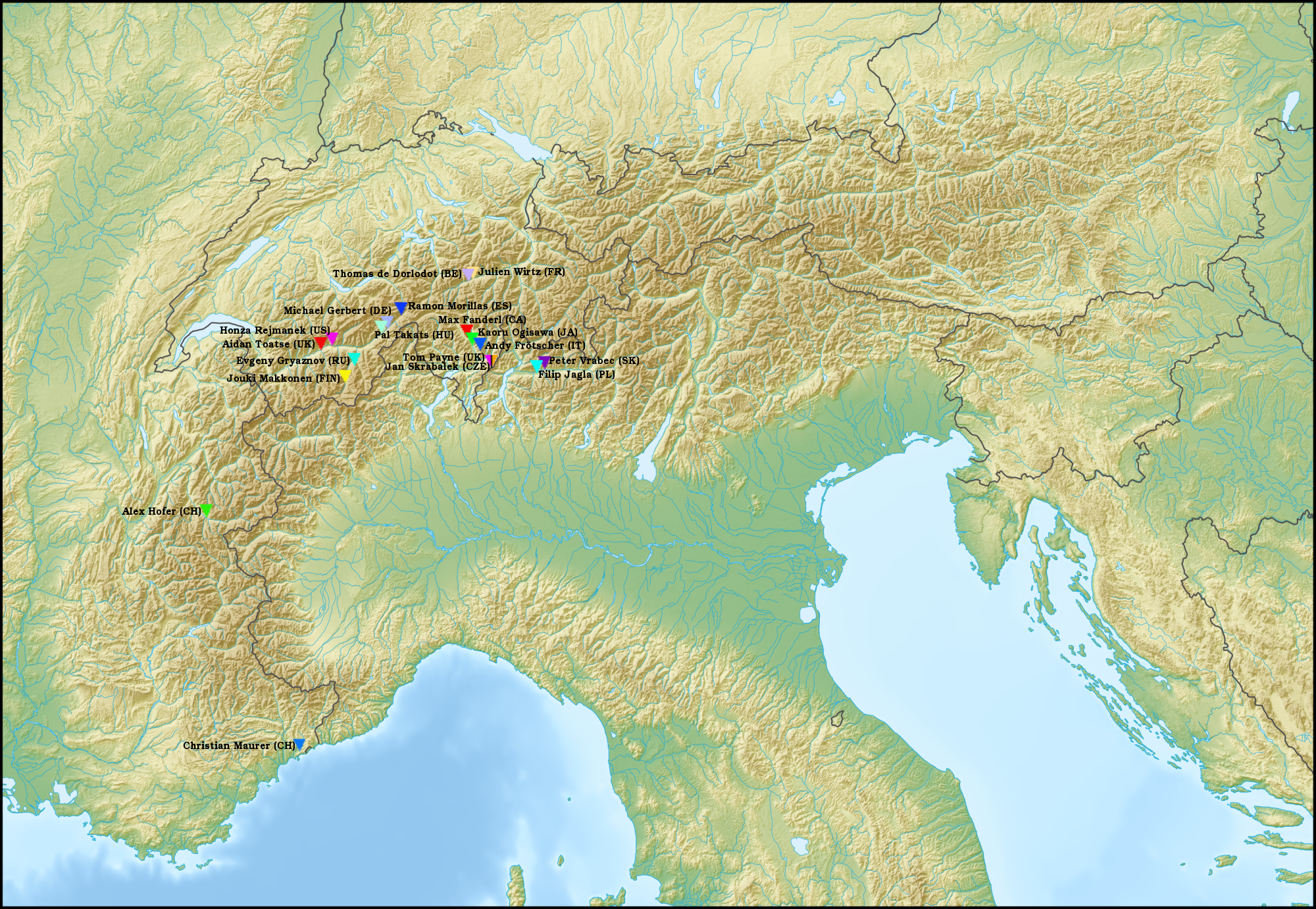
Местоположение участников гонки на момент достижения будущим победителем горы Мон Гро (Mont Gros) непосредственно перед финишем (28 июля 2009, 19:00)

- Спортсмены передвигаются, только летя на параплане, либо пешком.
- Спортсмен должен иметь и нести на себе параплан, подвеску, запасной парашют, шлем, сигнальные ракеты, отражающий пояс и работающее спутниковое устройство слежения.
- Спортсмены могут выбрать любой маршрут, но они должны пройти все поворотные точки.
- Каждый спортсмен имеет только одного сопровождающего.
- Путешествие через туннели, связывающие долины, запрещено.
- Спортсмены должны отдыхать с 23:00 до 4:00.
- Спортсмены должны соблюдать международные правила визуальных полётов (ПВП).
- Гонка прекращается через 48 часов после прибытия победителя на финиш.

## Победители
| Год  | Победитель                                   | Второе место                            |
| ---- | -------------------------------------------- | --------------------------------------- |
| 2003 | Каспар Хенни (нем. Kaspar Henny) (SUI)       | Давид Даго (фр. David Dagault) (FRA)    |
| 2005 | Алекс Хофер (нем. Alex Hofer) (SUI)          | Урс Лотчер (нем. Urs Lötscher) (SUI)    |
| 2007 | Алекс Хофер (нем. Alex Hofer) (SUI)          | Тома Кокониа (англ. Toma Coconea) (ROU) |
| 2009 | Кристиан Мауэр (нем. Christian Maurer) (SUI) | Алекс Хофер (нем. Alex Hofer) (SUI)     |
| 2011 | Кристиан Мауэр (нем. Christian Maurer) (SUI) | Тома Кокониа (англ. Toma Coconea) (ROU) |
| 2013 | Кристиан Мауэр (нем. Christian Maurer) (SUI) |                                         |

## Российские участники
Впервые российская команда была представлена на гонке в 2007 году в составе из двух профессиональных спортсменов: пилот — Гусев Дмитрий (Парапланерный Клуб «Экстрим Стиль», Мастер Спорта России) и ассистент — Зубков Валентин (Мастер Спорта России Международного Класса). Тогда команда заняла 18-е место из 30 участников. На следующих соревнованиях в 2009 году российская команда в составе: пилот — Евгений Грязнов (Мастер Спорта России, Чемпион России по парапланеризму 2010г) и Гусев Дмитрий — ассистент, заняла в гонке 5-е место, успев преодолеть 625 из 818 км. В 2011 году россияне в составе Евгения Грязнова (пилот) и Антон Поляков (ассистент) заняли 12-е место, продвинувшись на 623 км из 864 км маршрута..